# Markušica
Markušica (serb. Маркушица)– wieś w Chorwacji, w żupanii vukowarsko-srijemskiej, w gminie Markušica. W 2011 roku liczyła 1009 mieszkańców.